# Хасан Рухани
Хаса̀н Руханѝ (на персийски: ‌حسن روحانی) е ирански учен (юрист) и политик, избран (15.06.2013) за 7-и президент на Иран. Заема поста на 3 август 2013 г.  до 3 август 2021г.

## Биография
Започва религиозното си образование през 1960 година. Следва в Техеранския университет (1969 – 1972) и получава степен бакалавър в областта на съдебното право. Защитава (1995) в Каледонския университет в Глазгоу магистърска дисертация на тема „Ислямската законодателна власт на примера на опита на Иран“ („The Islamic legislative power with reference to the Iranian experience“). В същия университет получава научната степен доктор (PhD) в областта на държавното право (1999).
Изучавал е чужди езици. Владее арабски, английски, френски, немски и руски език.

## Политическа кариера
Член на Съвета на експертите (от ислямски теолози) от 1999 г., Съвета по политическа целесъобразност (1991), Върховния съвет по национална сигурност (1989), Парламента на Иран (1980 – 2000). Заемал е и постовете заместник-председател на парламента (1992 – 2000) и ръководител на Центъра за стратегически изследвания от 1992 година.
В качеството си на секретар (1989 – 2005) на Върховния съвет по национална сигурност води преговори за иранската ядрена програма с Европейската тройка (Великобритания, Франция, Германия).
На 15 юни 2013 година побеждава в първия тур на президентските избори, набирайки едва малко над половината гласа (18 613 329 гласове).